# 伊余部馬養
伊余部 馬養（いよべ の うまかい）は、飛鳥時代の貴族・漢詩人。氏は伊与部・伊豫部、名は馬飼とも書く。姓は連。位階は従五位下。伝承的な童話『浦島太郎』の作者とされる。

## 出自
伊与部（伊余部、伊與部）氏は伊与部の伴造氏族。連姓の伊与部氏は、尾張氏の一族で、天火明命の流れを汲む少神積命の後裔とする。

## 経歴
持統天皇3年（689年）に書物の編集を担当する撰善言司となる（この時の冠位は勤広肆。文武天皇4年（700年）律令選定の功績から禄を（この時の冠位は直広肆）、大宝元年（701年）『大宝律令』完成によって再び禄を賜与された（この時の位階は従五位下）。
大宝3年（703年）にも律令選定の功労により、馬養の子が功田6町と封戸百戸を与えられ、田は子の代まで相続を許されたが、封戸は本人限りとされた。天平宝字元年（757年）に馬養自身の功田を下功として10町分の土地を子に継がせた。

## 人物
漢詩に優れ、『懐風藻』に漢詩作品が採録されている。また、物語の制作も行ったとされ、現在でもよく知られる伝承的な童話の『浦島太郎』の作者とされる。

## 参考
- 宇治谷孟『日本書紀 （下）』講談社〈講談社学術文庫〉、1988年
- 宇治谷孟『続日本紀 （上）』講談社〈講談社学術文庫〉、1995年
- 宝賀寿男『古代氏族系譜集成』古代氏族研究会、1986年